# Арсений (архиепископ Псковский)
Архиепископ Арсений (ум. 1 мая 1683) — епископ Русской православной церкви, архиепископ Псковский, Изборский и Нарвский.

## Биография
Год рождения неизвестен. С 1661 года был игуменом Московского Воздвиженского монастыря.
12 марта 1665 года хиротонисан во епископа Псковского, Изборского и Нарвского. В Псков он прибыл 25 мая 1665 года.
В 1666 году по поручению участников Собора, решавшего вопрос о патриархе Никоне, ездил за ним в Воскресенский монастырь.
В течение 17 лет управлял Псковской епархией, принимая деятельное участие как в духовной, так и в хозяйственной жизни своей епархии.
6 сентября 1682 года удалился на покой. Он выбрал для себя Псковский Петропавловский Сереткин (Сироткин) монастырь, здесь в 1683 году принял схиму.
Скончался 1 мая 1683 года. На похороны архиепископа Арсения пришло много народа. Погребён в церкви Петропавловского Сереткина (Сироткина) монастыря в правой части алтаря.